# آدم هيوز
آدم هيوز (بالإنجليزية: Adam Hughes)‏ (14 يوليو 1982 بليزمور في أستراليا - ) هو لاعب كرة قدم أسترالي في مركز الوسط. لعب مع درودا يونايتد ونادي أديلايد يونايتد ونادي برث غلوري ونادي دونكاستر روفرز ونادي سليغو روفرز ونيوكاسل يونايتد جتس ووولونغونغ وBalgownie Rangers FC ‏ وشاوكسينج كيكياو يوجيا.

## وصلات خارجية
- آدم هيوز على موقع قاعدة بيانات كرة القدم.إي يو (الإنجليزية)
- آدم هيوز على موقع Soccerway.com (الإنجليزية)
- آدم هيوز على موقع عالم كرة القدم.نت (الإنجليزية)